# Зубець P
Зубець P в нормі — перший зубець на електрокардіограмі, що виникає після періоду електричного спокою міокарду (діастоли).

## Походження зубця P
Зубець P на ЕКГ відображає фазу деполяризації (збудження) міокарду передсердь. Маса міокарду передсердь дуже мала порівняно з масою шлуночків, тому амплітуда зубця P завжди невелика. Зазвичай, найбільша амплітуда зубця P реєструється у ІІ стандартному відведенні, але бувають випадки, коли він найкраще візуалізується у відведеннях V1 або V2.

### Нормальна конфігурація зубця P
В нормі зубець P завжди позитивний у відведеннях І, ІІ, aVF (хоча може бути низьковольтажним), може бути варіабельним (позитивним, негативним, двохфазним) у відведеннях ІІІ, aVL. Що стосується грудних відведень, то найкраще зубець P розпізнається у відведеннях V1 та V2, причому у V1 в нормі він двохфазний з позитивною першою фазою і негативною другою. В інших грудних відведеннях зубець P зазвичай позитивний низькоамплітудний або ізоелектричний (на ізолінії).
При реєстрації ЕКГ в стандартних умовах, загальноприйнятих в лікувально-профілактичних закладах України (реєстрація на швидкості руху стрічки 50 мм/с, вольтаж 10 мм/мВ), зубець P в ІІ стандартному відведенні має найбільшу амплітуду, але не повинен перевищувати 2,5 мм. Його тривалість 0,06-0,10 с. За іншими джерелами максимально допустима тривалість зубця P не повинна перевищувати 0,12 с.

Збудження передсердь в нормі починається з синусового (синоатріального) вузла. На звичайній ЕКГ електричні процеси в синусовому вузлі не відображаються, а про його активність опосередковано можна судити, вивчаючи конфігурацію і розташування на електрокардіограмі зубця P. У нормі сумарний вектор деполяризації (електрична вісь) передсердь і шлуночків майже збігається.
При виході хвилі деполяризації з синусового вузла в першу чергу починається збудження правого передсердя. Графічно (на ЕКГ) в ІІ відведенні цей процес характеризується висхідною хвилею зубця P. Дещо згодом, з невеликою затримкою, зумовленою проходженням імпульсу міжпередсердними провідними шляхами (пучки Бахмана, Венкебаха і Тореля), починається збудження лівого передсердя. В цей час праве передсердя майже повністю збуджене і висхідна хвиля деполяризації правого передсердя зливається з хвилею лівого. Завдяки дещо пізнішому початку збудження, ліве передсердя пізніше його й закінчує, і низхідна хвиля зубця P в ІІ відведенні відображує саме завершення деполяризації міокарду лівого передсердя. У відведенні V1 зубець P зазвичай двохфазний: оскільки сумарний вектор правого передсердя спрямований до електрода V1, спочатку реєструється позитивна фаза (+) правого передсердя, яка змінюється негативною фазою (-) лівого передсердя, сумарний вектор якого спрямований у протилежному напрямку - від електрода V1.

### Патологічні варіанти зубця P
Патологічні відхилення зубця P зазвичай свідчать про порушення функціонування передсердь. Проте, слід пам'ятати, що ураження передсердь у переважній більшості випадків є вторинним відносно іншої серцево-судинної патології.
Розширення (дилятація) правого передсердя або його гіпертрофія характеризується характерною ЕКГ-картиною "P-pulmonale", яка характеризується збільшенням амплітуди зубця P (0,3 мВ і більше) у відведеннях ІІ, ІІІ, aVF при нормальній загальній його тривалості. У відведеннях V1 та V2 також реєструється підвищення амплітуди та загострення верхівки позитивної фази зубця P. Імовірні причини: утруднення вигнання крові у правий шлуночок через виражене підвищення кров'яного тиску в малому колі кровообігу або стеноз (звуження) правого атріовентрикулярного отвору. Типова причина "P-pulmonale" — легенева гіпертензія.
Розширення (дилятація) лівого передсердя або його гіпертрофія характеризується характерною ЕКГ-картиною "P-mitrale", яка характеризується збільшенням тривалості зубця P до 0,12 с і більше практично у всіх відведеннях, де він візуалізується, але найкраще — у відведеннях І, ІІ, aVL, V5-V6, а у V1-V2 — негативний або двохфазний з переважанням негативної фази. Амплітуда зубця P зазвичай в межах норми. Імовірніша причина: значне утруднення вигнання крові у лівий шлуночок внаслідок стенозу лівого атріовентрикулярного отвору (мітральний стеноз).
Зміни сумарного вектора деполяризації зубця P, коли його напрямок значно відрізняється від електричної осі шлуночків. Зазвичай такі «незбіги» свідчать або про порушення провідності провідними шляхами серця, або про збудження міокарду передсердь не від нормального водія ритму (синусового вузла), а від аномального джерела ритму, розташованого у передсердях. У таких випадках йде мова про «передсердний» ритм, або "міграцію" водія ритму в межах передсердь. При цьому конфігурація зубця P змінюється: він стає негативним у відведеннях ІІ, ІІІ, aVF, а інтервал PQ зазвичай вкорочується (менше 0,12 с). При лівопередсердному розташуванні джерела деполяризації збудження розповсюджується "реверсним" шляхом від лівого передсердя до правого. При цьому зубець P у відведеннях І, aVL стає негативним або ізоелектричним, але найхарактерніше змінюється зубець P у V1: спочатку іде негативна фаза, а далі — позитивна з більш високим та загостреним зубцем позитивної фази (конфігурація «щит і меч»).